# Monobazus himalayensis
Monobazus himalayensis är en insektsart som beskrevs av William Lucas Distant 1908. Monobazus himalayensis ingår i släktet Monobazus och familjen dvärgstritar. Inga underarter finns listade i Catalogue of Life.